# EVE Online

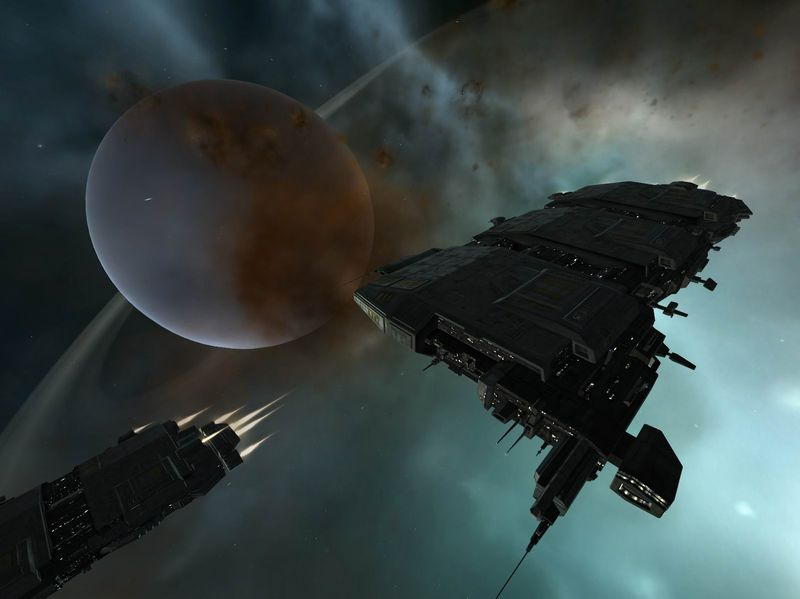
Imagen del videojuego.

Eve Online es un MMORPG-RTS ambientado en el espacio. El jugador es capaz de pilotar diferentes naves espaciales recorriendo una parte de una galaxia a través de más de 7.800 sistemas estelares. Los sistemas estelares están conectados a otros sistemas por puertas de salto (stargates o jumpgates). Los sistemas estelares contienen diferentes elementos, como: estrellas, planetas, lunas, cinturones de asteroides, estaciones espaciales, etc. 
Los jugadores de Eve Online se encuentran en un único servidor, y son capaces de usar diferentes actividades y profesiones, como por ejemplo minería, fabricación, comercio y combate (tanto PvE como PvP). El nivel de las habilidades de los jugadores se consigue mediante un sistema de entrenamiento de habilidades basado en tiempo real, este sistema funciona aunque no se esté conectado al juego.
El juego fue desarrollado y mantenido por la compañía islandesa CCP Games. El primer lanzamiento del juego fue en Norteamérica y Europa en mayo del 2003, fue publicado desde mayo a diciembre del 2003 por Simon & Schuster Interactive, después CCP volvió a obtener los derechos y empezó a publicar el juego mediante distribución digital. El 22 de enero del 2008, se anunció que el juego se distribuiría a través de Steam.

## Historia de fondo
El argumento ficticio que sirve de historia de fondo a EVE Online se desarrolla más 21.000 años en el futuro y explica que la humanidad, al agotar casi la totalidad de los recursos naturales de la Tierra, se vio forzada a colonizar la Vía Láctea para sobrevivir. Los sistemas con planetas habitables fueron ocupándose de manera exponencial y cuando ya no hubo espacio la guerra estalló. Repentinamente, un día, fue descubierto un agujero de gusano. Los primeros en atravesarlo se encontraron en una galaxia inexplorada, que llamaron Nuevo Edén. Pronto, los colonizadores atravesaron el agujero de gusano para colonizar ese remoto lugar, un universo virgen. Cuando el agujero de gusano finalmente colapsó, el desastroso cataclismo alcanzó a los colonizadores, que quedaron repentinamente sin los suministros básicos, y los condujo a una Edad tecnológica Oscura. Muchas colonias perecieron completamente, sin embargo algunas sobrevivieron. Solo se conocen cinco culturas que pudieron reconstruir el universo como lo conocían. Son las razas que crearon los cinco principales imperios de EVE Online (Caldari, Gallente, Amarr, Minmatar y Jove), como personaje puedes escoger entre una de las cuatro primeras razas (no se puede escoger ser Jove).
Recientemente CCP inauguró la Línea del Tiempo del Nuevo Éden donde se cuenta un poco más de su historia de fondo y progresión de la historia del Universo de EVE Online.
- EVE Online - Timeline Of New Eden (en Inglés)

## Razas

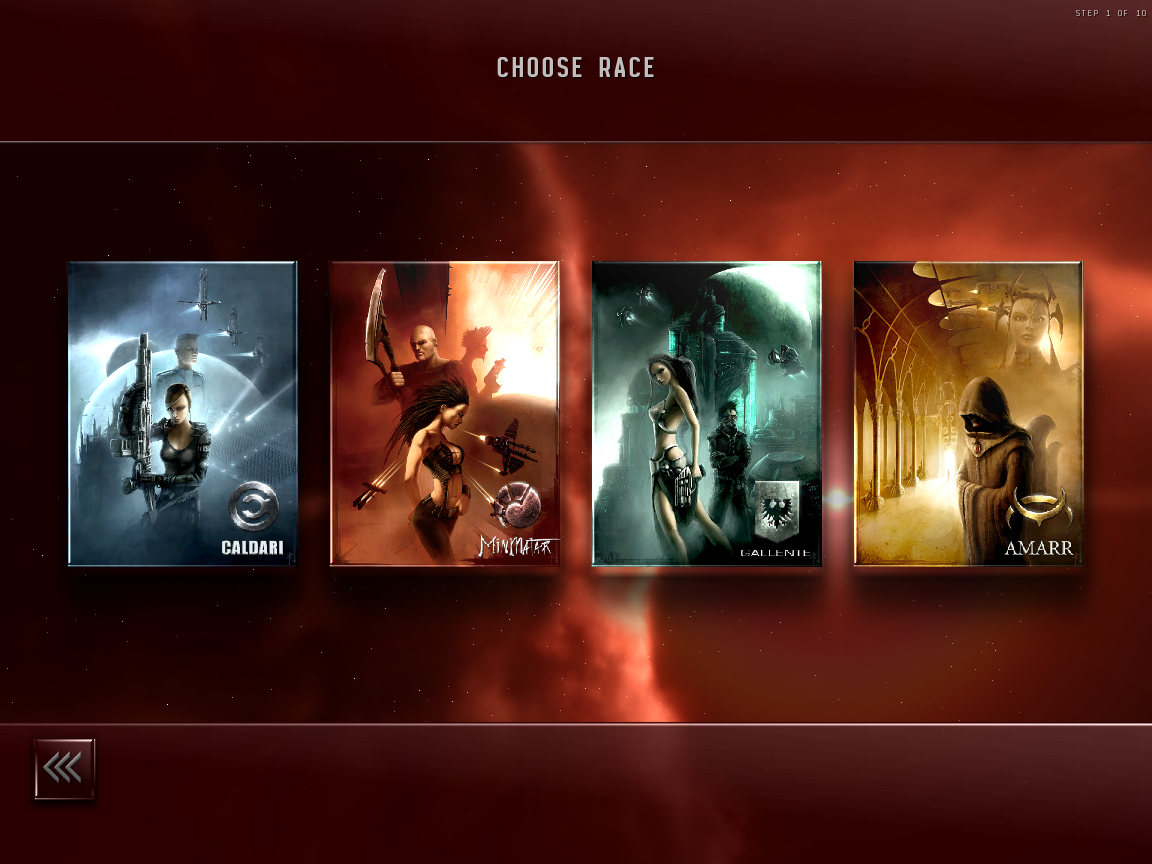
Razas.

Los Amarr, un grupo descendiente de una rama religiosa fundamentalista llamada los Conformistas, fueron la primera de las razas jugables en redescubrir el viaje interestelar a velocidades superlumínicas. Armados con esta nueva tecnología, emprendieron la expansión de su imperio, esclavizando varias razas en el proceso, entre ellos a los Minmatar, que justo acababan de inventar el vuelo espacial por sí mismos. El Imperio Amarr fundamentó su vigor expansionista en La Reclamación, una cruzada con el fin de imponer sus cacareados ideales a toda la galaxia. Esta terminó repentinamente tras su confrontación con los Gallente y, sobre todo, con Jove. Después de la destrucción de la Armada Imperial en combate con una única nave nodriza Joviana, los Minmatar se rebelaron contra sus amos y se separaron para formar su propia facción en el universo EVE. Ellos son los desheredados de la galaxia, los que poseen el menor número de sistemas estelares, y todavía mucha de su gente son esclavos en el Imperio Amarr o son refugiados en la Federación Gallente.
Los mundos originales de los Gallente y Caldari estaban situados en el mismo sistema estelar. El hogar de los Gallente fue fundado por colonos franceses de Tau Ceti, mientras que el planeta que más tarde se convirtió en Caldari Prime fue comprado por una mega-corporación, que empezó a terraformarlo. Sin embargo, el proceso estaba incompleto en el momento en el que la puerta se colapsó, y Caldari Prime permaneció ambientalmente hostil durante milenios, demorando el nacimiento de una sociedad avanzada. Los Gallente, con un mundo más acogedor, restablecieron una civilización funcional algunos cientos de años antes que los Caldari, formando la primera república democrática de la nueva era. Pero los Caldari lograron comprender el funcionamiento del equipo de terraformación, lo que dio un fuerte empujón a su naciente tecnología.
Debido a sus diferencias ideológicas, los Gallente y los Caldari fueron incapaces de cohabitar en el mismo sistema estelar, y la creciente fricción entre las dos razas culminó con el bloqueo del mundo Caldari y el sabotaje de la ciudad subacuática Gallente de Nouvelle Rouvenor --en Caldari Prime-- que produjo la muerte de millones de personas. Estos actos precipitaron la guerra Caldari-Gallente. Durante ese periodo, la Flota Federal Gallente desató una campaña de bombardeos orbitales contra Caldari Prime. Los Caldari, sin embargo, fueron capaces de mantener a raya y distraer a los Gallente con su superioridad tecnológica y con gran determinación y sacrificio, permitiendo que Caldari Prime fuera evacuada. La guerra continuó durante varias décadas hasta que los Gallente entraron en contacto con los Amarr, y finalmente alcanzaron un acuerdo de paz. Mientras tanto, los Caldari habían encontrado a los Jovianos, y se habían beneficiado enormemente de la avanzada tecnología de la anciana raza.
Los propios Jovianos (actualmente una raza no jugable) habían sido una colonia humana, o grupo de colonias, asentados en una región alejada de la puerta EVE. Después del colapso de la puerta y el derrumbamiento del comercio interestelar y las rutas de transporte, los Jovianos fueron capaces de revivir su civilización casi inmediatamente, perdiendo muy poco tiempo y muy poca información gracias a la brevedad de su "edad oscura". Durante años se expandieron hacia el exterior y exploraron su sector del espacio mientras las otras razas aún yacían hacinadas en sus superpoblados y aislados mundos de origen. En un momento dado, los Jovianos empezaron a usar de modo generalizado la ingeniería genética con el propósito de transformarse a sí mismos en seres mejor adaptados a la vida en el espacio profundo y a la exploración interestelar de largo alcance. Pero, por alguna razón perdida en la historia, sucedió un desastre en sus programas de investigación genética, causando una pérdida masiva de información. Los experimentos genéticos Jovianos empezaron a escapar de su control, dañando irreversiblemente a la raza. La peor de sus aflicciones es una horrible psicopatía conocida como el "Mal Joviano", que inflige una depresión en la víctima que le hace perder su deseo de vivir, y generalmente expira al poco tiempo de la aparición de los primeros síntomas. Los Jovianos, desde entonces, han renunciado a las alteraciones genéticas, aunque han continuado la investigación con mayor ahínco, esperando descubrir formas de curarse y poder proseguir con sus experimentaciones.
Cuando los Amarr se encontraron con los Jovianos, su primera reacción fue atacarlos para intentar subyugarlos. La Batalla de Vak'Aioth fue una humillante derrota para la Armada Imperial, ya que una única nave nodriza Joviana masacró a su orgullosa flota, destruyendo incluso acorazados de la clase "Apocalipsis" de un solo disparo. Viendo que había llegado su momento, muchos de los esclavos Minmatar aprovecharon la consternación que esto causó en el seno del Imperio para rebelarse, consiguiendo su libertad y estableciendo su propio dominio de soberanía al fundar la República Minmatar.

## Sistema de juego
Los jugadores pueden realizar muchas tareas en el universo de EVE, como minar, luchar, fabricar, investigar, completar misiones, comercio, piratería, negocios en el mercado o transporte de mercancías.
Desde su lanzamiento, EVE Online ha recibido galardones a sus gráficos, jugabilidad, compañía y PvP. EVE a nivel internacional se juega enteramente en un único gran clúster de servidores llamado Tranquility, aunque desde finales de 2006 cuenta con un segundo servidor exclusivo para el mercado chino bautizado como Serenity. Todos los jugadores (no probadores) están en el mismo servidor y en el mismo mundo virtual. El 4 de septiembre de 2006 EVE Online alcanzó una nueva marca de máximo número de jugadores simultáneamente en línea, con 30.538 pilotos conectados concurrentemente al mismo servidor. En octubre de 2006 EVE Online contaba con cerca de 150.000 suscripciones activas.
El servidor tiene planificado un tiempo de parada diario entre las 11:00 y las 12:00 horas GMT.
Existe un clúster de pruebas llamado Singularity en el cual los jugadores pueden echar un vistazo al nuevo contenido, así como ayudar a los desarrolladores a probar los cambios.

### Ascenso de nivel en el juego
EVE Online a diferencia de otros MMORPGs como World of Warcraft o EverQuest II en que los personajes de los jugadores ganan puntos de experiencia a través de las acciones o completando tareas, en EVE Online, el jugador "aprende" habilidades (skills) entrenando cada una de ellas durante un tiempo, un proceso pasivo que ocurre en tiempo del "mundo real", de forma que el proceso de aprendizaje continúa incluso si el jugador no está conectado al juego. El tiempo requerido para entrenar una habilidad está determinado por los atributos del jugador y por cuantos "puntos de habilidad" necesita una determinada habilidad. Esto permite que todos los jugadores avancen las habilidades de sus personajes a una velocidad bastante similar (pero no fija), independientemente del tiempo pasado jugando.
El sistema de entrenamiento está relacionado con los atributos: Inteligencia, Percepción, Carisma, Fuerza de Voluntad y Memoria. Cada habilidad tiene un atributo primario y otro secundario, así que a más altos que sean estos atributos, más rápido se aprenden las habilidades que los usan. También existen habilidades e implantes que incrementan los atributos.
Otra característica distintiva del sistema de ascenso es que no hay límite superior para un personaje: se añaden nuevas habilidades al juego más rápidamente de lo que un jugador le costaría acabar con todas las existentes.
Las habilidades se dividen en 15 grupos: Gestión de Corporaciones, Drones, Electrónica, Ingeniería, Artillería, Industria, Liderazgo, Aprendizaje, Mecánica, Misiles, Navegación, Ciencia, Social, Comando de Naves Espaciales y Comercio. Los nuevos jugadores empezarán con un pequeño grupo de habilidades básicas (que dependen de las elecciones hechas durante el proceso de creación del personaje) y necesitan comprar libros específicos para adquirir nuevas habilidades. Cada habilidad tiene un multiplicador distinto, o "rango", que determina cuanto cuesta entrenar cada nuevo nivel, y tiene diferentes habilidades como requisitos.

### Economía

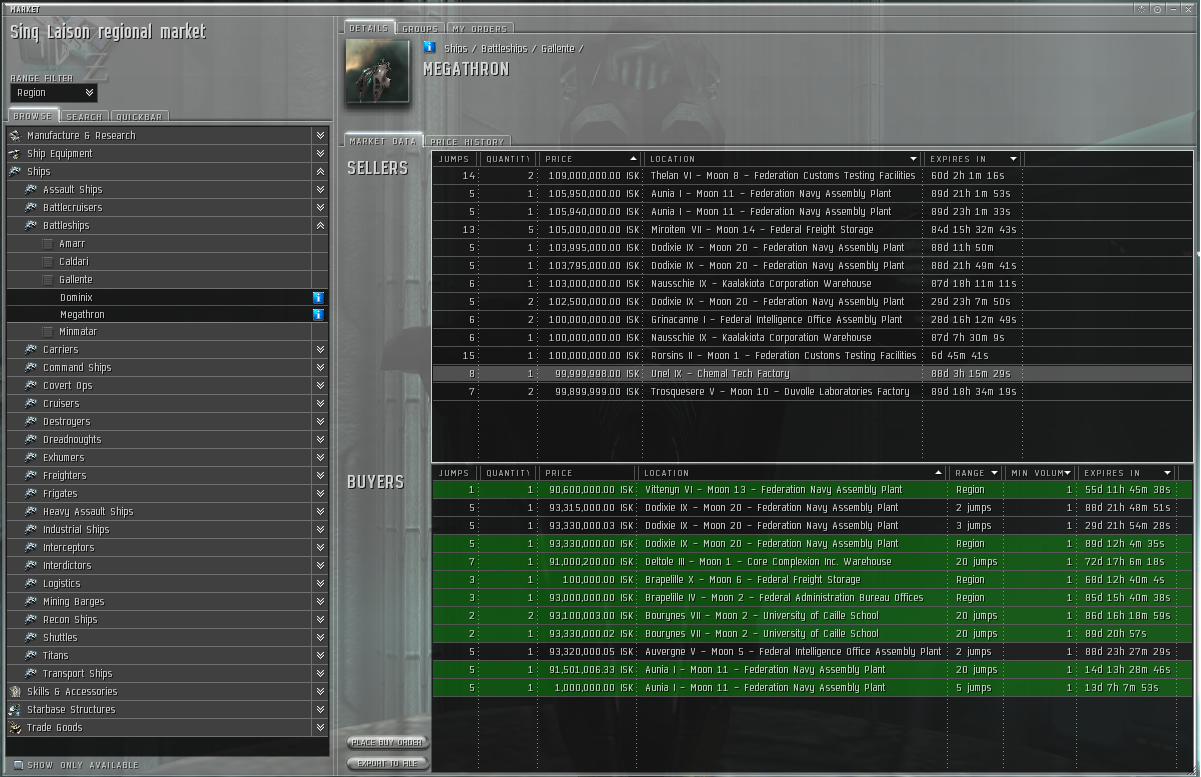
El mercado del EVE se mueve por la oferta y la demanda.

Existe una única unidad monetaria en EVE Online, el Inter Stellar Kredit (ISK). Los jugadores pueden intercambiar objetos entre ellos, o pueden usar el amplio sistema interno de mercado cuyas transacciones se basan en ISKs. Gran parte del sistema económico del juego es llevado por los propios jugadores; los mercaderes NPC abastecen de parte del equipamiento básico, así como de planos técnicos de nivel 1 y bienes de consumo.
Los jugadores, mediante el uso de los planos técnicos y de las habilidades adquiridas en el juego, pueden desarrollar la capacidad de construir todo tipo de objetos, desde munición básica hasta cascos de acorazados de última generación, y manufacturarlos tanto para uso personal como para ser vendidos. El precio y la disponibilidad de los bienes varía de región a región en el universo de EVE. Estos aspectos contribuyen a un entorno económico influido por factores como la escasez de recursos, la especialización del trabajo y la dinámica de la oferta y la demanda; por consiguiente, asemejándose enormemente a los mercados en la vida real.
Existe un mercado secundario, más pequeño, que no opera bajo las mismas reglas que el mercado normal; está completamente gestionado por los propios jugadores y fue concebido por jugadores. Se le denomina "depósito" (escrow), y se usa habitualmente para objetos de gran valor (para evitar impuestos en el mercado), para vender copias de planos técnicos con restricciones (imposible en el mercado normal), o para objetos muy raros. Además el depósito tiene la ventaja de ser visible desde cualquier región. Este sistema fue reemplazado por el sistema de contratos que apareció en la expansión Kali.
La economía está íntimamente relacionada con el (también controlado por los jugadores) aspecto político del juego. Las corporaciones de jugadores (el equivalente EVE de los clanes) ascienden y caen tanto por el dominio del mercado como por el control territorial. Un ejemplo de esta interacción entre la economía interna del juego y la política ocurre cuando una corporación industrial independiente se ve atacada por una alianza militar con el objetivo de evitar la entrega a sus enemigos del prototipo de una nave capital.

### Combate

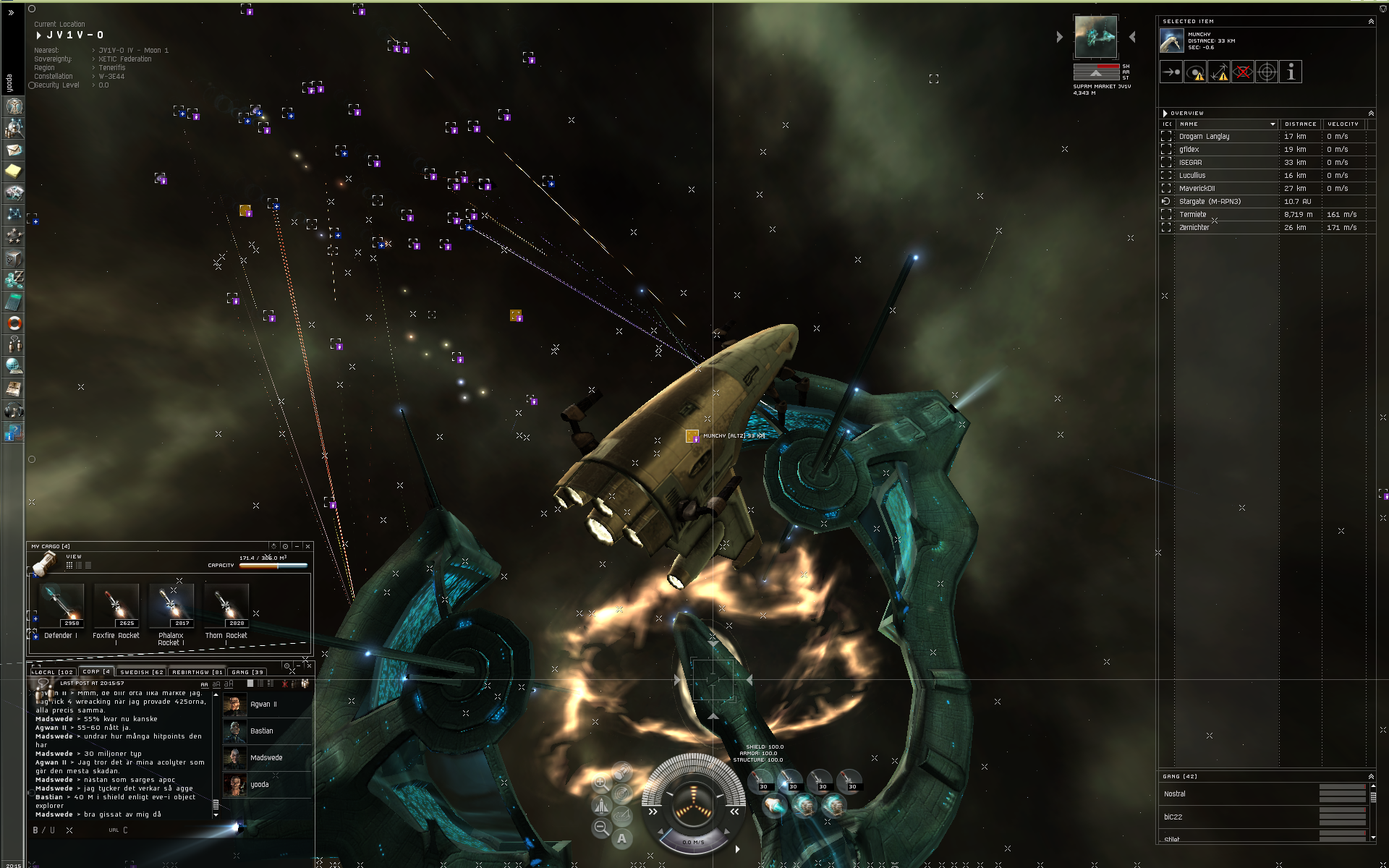
Jugadores atacando una estación.

Aunque es perfectamente posible permanecer en sistemas estelares de alta seguridad y dedicarse a actividades exentas de combate como la manufactura o el comercio, los pilotos más ambiciosos viajan al espacio de baja seguridad por sus grandes beneficios. Pero la contrapartida para los raros minerales y los grandes botines del espacio de baja seguridad son la constante amenaza de emboscadas que aguardan al otro lado de cada puerta.
El combate en EVE es una mezcla tanto de inteligencia táctica como de toma de decisiones espontáneas. Aunque cada nave de las distintas razas tienen ciertas tendencias por diversas tácticas de combate (por ejemplo, a la mayoría de las naves Caldari les gusta emplear misiles y torretas camufladas en combates a larga distancia, mientras que las Gallente prefieren emplear cañones híbridos y drones automáticos a cortísimo alcance --prácticamente a quemarropa--) las capacidades de combate de un jugador están determinadas por sus niveles de habilidad, la nave pilotada y varios complementos tecnológicos anclados en módulos. El saber hacer una buena elección de entre las decenas de tipos de naves y otras tantas unidades de armas y configuraciones para una situación concreta es tan importante como combatir la propia batalla. Debido a la inmensa variedad del posible equipamiento que puede cargar un oponente, es esencial la adaptabilidad en las tácticas. Escapar para luchar otro día es una práctica habitual.
El sistema de combate de EVE permite que naves de todos los tamaños puedan combatir. Las grandes naves, como los acorazados, se equipan normalmente con armas pesadas, que les permiten batallar con otras naves de su tamaño. Ese tipo de armas, sin embargo, no tienen la precisión para dañar de forma efectiva a naves más pequeñas y rápidas como las fragatas. Aunque una nave grande puede equiparse con armas más pequeñas diseñadas para atacar objetivos menores, esto la dejaría en desventaja frente a otras naves de su tamaño. Las naves pequeñas como las fragatas pueden ser incapaces por sí mismas de hacer un daño grave a las naves mayores, pero pueden afectar significativamente el resultado de batallas entre pequeños grupos empleando tácticas como inutilizar los motores de los enemigos (reduciendo su movilidad o su oportunidad de escapar) e interfiriendo los sensores enemigos.
El abierto sistema de combate PvP y el hecho de que frecuentemente parte de la configuración de la nave o de su propia carga y equipamiento es rescatable de la chatarra cuando son destruidas, proporciona el incentivo necesario para la práctica de la piratería de jugadores. Los piratas normalmente trabajan en pequeños grupos, llamándose unos a otros cuando encuentran objetivos desprotegidos. En contrapartida, los piratas se arriesgan a ser marcados como criminales por CONCORD ( la policía intergaláctica ) y convertirse en blancos abiertos para el resto de jugadores, así como de no ser capaces de acceder a los sistemas de alta seguridad. Los jugadores pueden incluso ofrecer una recompensa por la cabeza de otro jugador, proporcionando trabajo a los cazarrecompensas.
A nivel estratégico, los ricos recursos disponibles en el espacio de baja seguridad recompensa a los grandes grupos cooperativos. Normalmente formados por varias corporaciones, propiedad de jugadores y operadas por jugadores, se reúnen formando alianzas. Estas "alianzas" pueden variar ampliamente en tamaño y fuerza. La red de puertas de salto, que permiten el viaje entre sistemas estelares, incluye multitud de "cuellos de botella", en los cuales las alianzas prudentes pueden poner guardia para restringir el acceso a sistemas 0.0 en disputa. Es más, las corporaciones y las alianzas tienen la posibilidad de fabricar estaciones operadas por jugadores (POS), que minan recursos de las lunas de un sistema. Cada POS requiere un sustancial soporte logístico para permanecer operativo, pero una vez una alianza monta y mantiene tales instalaciones en la mayoría de las lunas de un sistema, logra la "soberanía". En ese momento, cualquier estación neutral (o "conquistable") del sistema se convierte en propiedad de la alianza victoriosa, y permanecerá así hasta que un enemigo destruya suficientes POS de la alianza y las reemplace por las suyas propias. Las estaciones conquistables suelen proporcionar una amplia variedad de servicios en un único lugar, ofreciendo así considerables beneficios.
Los combates utilizan una táctica de maniobrabilidad en el juego, tanto se necesita la destreza del jugador como la inteligencia de este mismo.

### Índice de seguridad de un sistema

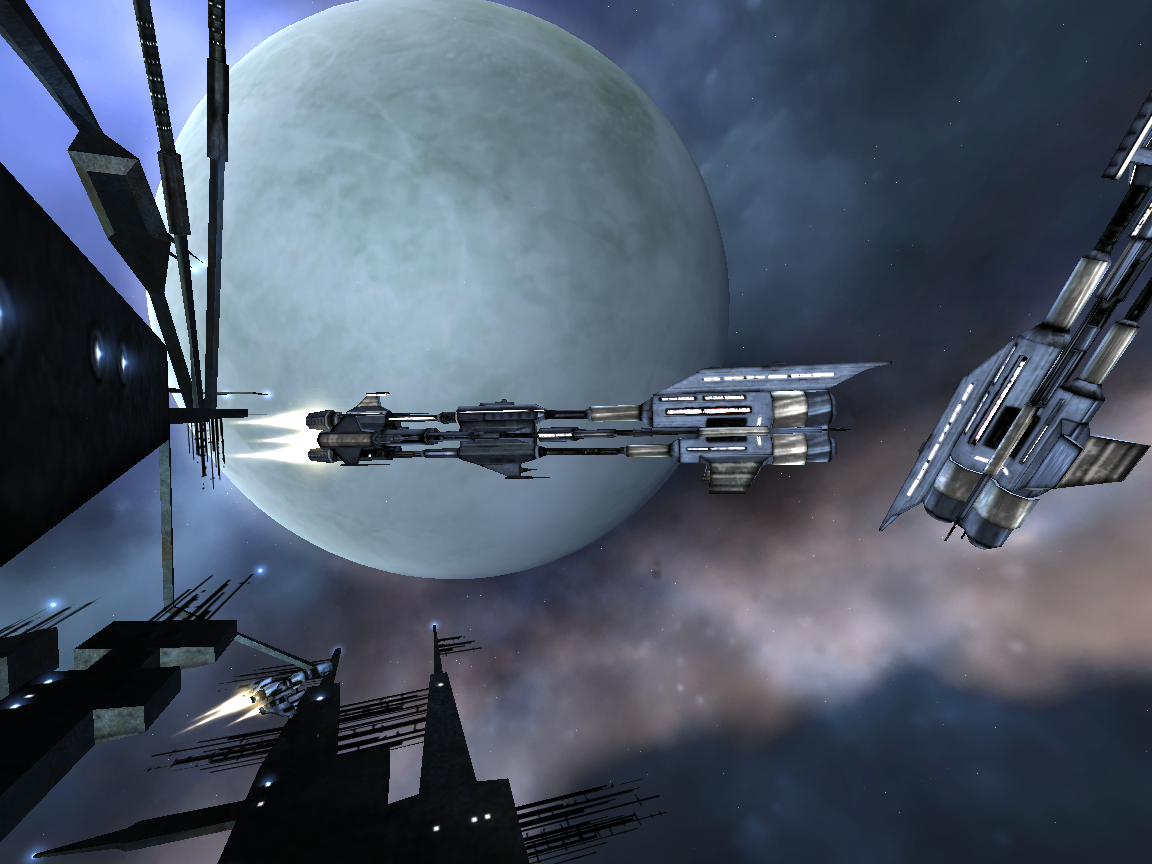
CONCORD patrullando una estación después de un incidente.

EVE se caracteriza por un sistema de PvP abierto, donde cualquier jugador puede atacar a cualquier otro sin advertencia previa en cualquier lugar del universo. Para equilibrar esta "libertad de agresión", EVE ha implementado el "índice de seguridad de sistema". Cada sistema estelar del universo EVE tiene un estatus público de seguridad, que varía desde 0.0 hasta 1.0. Los sistemas con un valor 0.0, zona llamada Null-Sec, o Seguridad Nula, carecen completamente de ley. Los sistemas con índice de 0.1 a 0.4, considerados de Baja Seguridad, no tienen protección de la flota de CONCORD (agentes de la ley NPCs), pero ofrecen alguna limitada protección en forma de cañones centinela en las puertas estelares y estaciones. Los que tienen un índice comprendido entre 0.5 y 0.8, considerados de Alta Seguridad, tienen una creciente cobertura de cañones centinela así como patrullas de seguridad NPC y otros efectivos ocultos repartidos por el sistema. Finalmente, los sistemas con índice 0.9 y 1.0 son considerados extremadamente seguros, con constantes patrullas de seguridad en todos los puntos importantes y enorme presencia de CONCORD. Cada vez que un jugador comete un acto de agresión en un sistema con un grado de seguridad mayor o igual que 0.5, las naves y/o plataformas de armas estacionarias de CONCORD atacarán y destruirán al agresor. Es importante hacer notar que, aunque quebrantar la ley en los sistemas de alta seguridad normalmente significa la muerte segura para el atacante, ello no garantiza la absoluta protección de la víctima: un suicidio bien planeado aún podría destruir con éxito la nave de una víctima antes de que CONCORD y los cañones centinela destruyan al agresor. Pero en general, cuanto más alto sea el índice de seguridad del sistema, mayor, más feroz y más rápida será la respuesta de la flota de CONCORD hacia los agresores.

### Corporaciones, Alianzas y el Sistema de soberanía
Los jugadores de EVE Online pueden agruparse en corporaciones, al igual que en otros MMOs lo hacen en clanes o guilds. Ser miembro de una corporación es vital, pues en ella los demás miembros te ayudarán a comenzar en el juego, te resolverán las (muchísimas) preguntas y el duro comienzo será mucho más ameno. 
Además, las corporaciones pueden agruparse en clústeres corporativos llamados alianzas; una alianza es como una corporación de corporaciones.
Absolutamente todo el espacio de seguridad nula, o de seguridad 0.0, tiene un dueño. Las alianzas de corporaciones son las únicas capaces de adueñarse de sistemas estelares o constelaciones enteras, eliminando los POS (Player Owned Structures) del enemigo y desplegando POSes propios, dando lugar a un cambio en la soberanía de ese sistema estelar. Las operaciones para destruir, defender o desplegar los POSes pueden involucrar flotas de cientos de pilotos, viajando desde sus sistemas hogar hasta el objetivo, todos en formación. Aquí puedes ver la distribución política dentro del EVE, en una imagen generada automáticamente por un programa según los datos proporcionados por bases de datos oficiales y públicas.

### Muerte

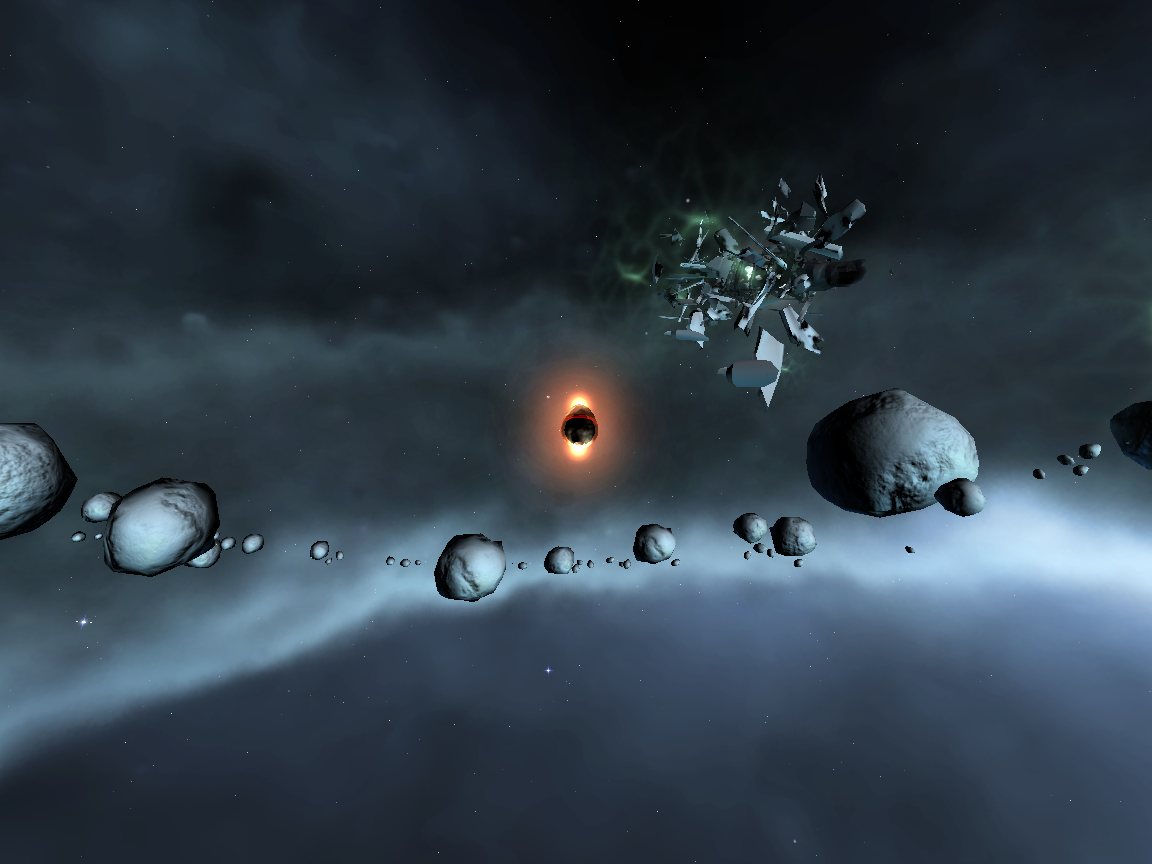
Cápsula vital flotando al lado de los restos de su nave.

El coste de recuperarse de la derrota o la muerte en EVE ha sido cuidadosamente diseñado para que tenga significado para el jugador siempre que pueda ocurrir, resultando en consecuencias mucho más severas de lo que es considerado habitual en el género MMORPG. Si la nave del jugador es destruida, no hay manera de recuperarla directamente; el vehículo en sí, así como todo su equipamiento desaparecen permanentemente (aunque es posible rescatar algunas piezas de hardware de los escombros flotantes). Por su parte, el jugador es expulsado en una cápsula vital de huida si el casco se agrieta, pero esta cápsula también puede ser derribada por los enemigos cercanos, en cuyo caso el personaje del jugador morirá y revivirá en un clon. Además, las naves también pueden ser aseguradas, pero hasta la mejor política de seguros no puede pretender recuperar el coste completo del equipamiento y de los diseños de naves más avanzadas, ya que los pólizas del seguro están basadas en el coste material y no en el valor de mercado. Finalmente, los costosos implantes cibernéticos que aumentan los atributos o niveles de habilidad no se pueden transferir al clon de un piloto muerto. Actualmente, nadie puede recuperar implantes de los cadáveres de las cápsulas "asesinadas"; desaparecen durante la destrucción de la cápsula de huida. La muerte se maneja de una manera especialmente dura en EVE Online, y el diseño del juego se basa en estas características con el fin de mantener una economía activa que medra sobre una constante demanda de objetos que no son obtenibles de otra manera que no sea mediante su fabricación, o al menos muy difíciles de obtener por otros medios.

### Clones de salto
Dando un paso más allá en el sistema de clonado, los Jump Clones o clones de salto fueron añadidos en la expansión Red Moon Rising para permitir a los jugadores mitigar el riesgo de perder sus avanzados implantes cibernéticos mediante el uso de la habilidad Infomorph Psychology (psicología infomorfa) para "saltar" a un cuerpo clonado en otro sistema estelar, sin necesidad de que muera su cuerpo existente para poder realizarlo. El cuerpo original (completo, con sus implantes cibernéticos) se almacena entonces en una instalación médica de la estación, y se puede volver a él mediante otro "salto a clon" (después de un periodo de espera de 24 horas). Mediante esta técnica los personajes desarrollados pueden participar en arriesgadas operaciones militares, algo que estarían poco dispuestos a hacer si ello supone en contrapartida poner en juego implantes cibernéticos por valor de varios miles de millones de ISKs. Los clones de salto solo se ofrecen en las estaciones donde la corporación del personaje tenga una gran reputación entre los propietarios de la misma; por esta razón muchos clones de salto están instalados en las estaciones operadas por jugadores, cosa que permite compensar la reducción de riesgos que proporciona un clon de salto con la posibilidad de que dicho puesto pueda cambiar de dueño y perder así el clon de salto.

## Precio
En EVE ya no hay que pagar para jugar desde que se agregaron el estado omega y el estado de clon omega los cuales cuestan actualmente €14.95 / $14.95 al mes (el precio europeo es mayor debido a la inclusión del IVA), aunque la cuota inicial es de €19.95 / $19.95. Como en el caso de otros MMOGs, el precio puede reducirse si se paga una suscripción por un intervalo de tiempo más largo. Los jugadores pueden pagar mediante servicios de pago en línea o por pedido postal. El pedido postal cuesta un poco más que el pago en línea, pero también se le aplican los descuentos por suscripciones de mayor duración.
CCP recompró los derechos de distribución a Simon & Schuster en el año 2003, y ahora distribuye el cliente de juego mediante descarga gratuita.
Es posible recibir una cuenta de prueba por 14 días de la página de EVE Online. Aquellos que estén jugando a EVE Online pueden enviar a sus amigos una cuenta gratuita de prueba de 21 días de duración y mediante Steam se puede acceder a una de 21 días también. Si el amigo invitado convierte su cuenta de prueba en una cuenta de pago, la persona que le envió la invitación recibirá 30 días de juego gratuitamente. Con una cuenta de prueba es posible hacer casi las mismas acciones que pueden hacerse con una cuenta de pago, con la excepción de entrenar ciertas habilidades, usar el sistema de contratos o transferir ISKs a otros jugadores.
Así mismo, es posible pagar la suscripción mediante la compra dentro del juego de GTCs (tarjetas de tiempo de juego) usando ISKs (la moneda interna del juego). Este sistema ha sido instituido por la propia CCP, y las transacciones están protegidas por su personal. Esta modalidad permite a los jugadores más avanzados, capaces de generar los ISKs suficientes, pagar por sus personajes sin usar dinero real. Los vendedores de GTCs son jugadores que han comprado una GTC a uno de los distribuidores y en vez de usarlo ellos mismos deciden convertirlos en PLEX (Pilot License Extension o Extensión de Licencia del Piloto) para venderlos por ISK dentro del juego. Las GTCs vienen en incrementos de 60 días, y las PLEX equivalen a 30 días, por lo que 1 GTC equivale a 2 PLEXes, y ambas son tratadas como las suscripciones normales en cualquier sentido.
También cabe mencionar que actualmente existe una versión limitada gratuita.

## Principales expansiones

### Gemini
Gemini, más que una expansión, es el nombre en clave de la versión original de EVE Online: The Second Genesis, es decir, la versión 1.00.0000.

### Castor
Castor fue la primera expansión importante, centrada en afinar la funcionalidad ya existente así como en añadir las tecnologías de nivel 2. Con este lanzamiento, los jugadores de EVE vieron por primera vez las estaciones conquistables en los sistemas con seguridad 0.0, la introducción del sistema de agentes, la introducción de los agentes de investigación y otras muchas características disponibles entre el lanzamiento de Castor y su sucesor, Exodus.

### Exodus
Exodus fue lanzado el 24 de noviembre de 2004, y añadía nuevas posibilidades como las estaciones propiedad de los jugadores, escenarios multinivel en el espacio profundo, nuevas ambientaciones, un nuevo sistema de alianzas (incluyendo la creación formal de alianzas), nuevas naves, mejor gestión de los conflictos, nueva funcionalidad de mercado, mejoras de la interfaz de usuario y un navegador web intra-juego actualizado. Las bases estelares contaban ahora en la "soberanía", la capacidad de poseer un sistema propio dentro del juego. Antes de su lanzamiento oficial, el nombre en clave de Exodus era "Shiva".

### Cold War Edition
Cold War Edition añadió estructuras y naves de mayor tamaño, nuevos entornos, más cambios en la interfaz de usuario y nuevas funcionalidades en los agentes. Las nuevas constelaciones "COSMOS" añadidas contenían nuevos agentes en el espacio con misiones conducidas por una trama y recompensas únicas. La expansión también contenía una ampliación del tutorial y una introducción a la ambientación de EVE. Esta expansión fue lanzada en julio de 2005.

### Red Moon Rising
Red Moon Rising ('RMR') añadió mucho contenido que originalmente se había anunciado para la expansión "Kali". Red Moon Rising se separó de esta con el propósito de mantener una planificación de cambios más regular. Incluyó muchas optimizaciones de código y mejoras en el combate, la investigación y la fabricación. También añadió nuevas naves de tecnología nivel 2 y reequilibró las ya existentes de nivel 1. Entre las nuevas naves se incluyeron los Recon Cruisers (naves de la clase crucero diseñadas para ocultarse y/o operar en misiones de apoyo), los Command Cruisers (cruceros de batalla que otorgan un gran bonus en liderazgo) y los Interdictors (de la clase destructor, capaces de detener la activación del warp). Los jugadores dedicados a la minería y la fabricación obtuvieron nuevos objetos, implantes y naves para usar. Se añadieron las clases de naves Carrier, Mothership y Titan, algunas de las cuales usan drones de tamaño extra-grande (los Fighters o cazas) como su sistema primario de armamento, y tienen variadas capacidades orientadas al soporte de flotas de naves de menor tamaño. Los de la clase Titan, en concreto, tienen habilidades especiales como generadores de agujeros de gusano y super armas. Finalmente, las naves NPC recibieron una importante revisión, con nuevas capacidades y nuevos tipos de naves. Red Moon Rising apareció el 14 de diciembre de 2005.

### Bloodlines
Bloodlines es el nombre en clave para la pequeña expansión que supuso la introducción de nuevas líneas sanguíneas en cada una de las razas: los Achura, ciudadanos del Estado Caldari y expertos científicos; los Jin-Mei, miembros de la Federación Gallente, célebres por sus rasgos de liderazgo: los Khanid del Imperio Amarr, los principales luchadores-guerreros de su cultura; y los Vherokior de la República Minmatar, los reputados industriales e ingenieros de las tribus.
Esta expansión incluye optimizaciones de código adicionales y correcciones de errores y fue lanzada el 2 de marzo de 2006.

### Dragon
Dragon tampoco es una expansión propiamente dicha. Esta actualización es importante puesto que fusionó el código del servidor chino (Serenity) con el de Tranquillity, y ha sido apodada "el camino a Kali". Entre los cambios se incluyen una importante actualización que introduce el uso de Unicode, así como otros añadidos para el servidor chino. A partir de esta actualización, EVE no puede jugarse desde los sistemas Windows 95/98 y ME.

### Revelations I
Fecha de lanzamiento: 29 de noviembre de 2006
Revelations es la segunda mayor expansión de Eve Online. Conocida inicialmente bajo el nombre en código "Kali", Revelations se planificó para ser lanzada en tres partes. Las principales características de esta expansión incluyen un sistema de exploración de sistemas estelares mediante sondas, un sistema de contratos formalizados, la sustitución del sistema de lotería en investigación de componentes Tech 2 por el nuevo mecanismo de la Invención, personalización de naves con "rigs", y potenciadores (boosters) de combate temporales. Entre las características existentes que se expanden, destacan la "experiencia del jugador nuevo", que proporciona a los nuevos jugadores una importante ventaja en las capacidades iniciales, un sistema de control de flotas mejorado, 8 nuevas regiones en la periferia, un nuevo mapa, nuevos modelos de cruceros de batalla (battlecruisers) y acorazados (battleships) y mucho más.
Eve Voice, un sistema de Voz sobre IP integrado en el cliente de Eve Online, se incluyó en el parche 1.4 de Revelations, aunque inicialmente estaba planificado incluirlo en Revelations II. Este software ha sido licenciado por CCP a Vivox.

### Revelations II
Fecha de lanzamiento: 19 de junio de 2007
Revelations II es la segunda de las tres expansiones, diseñadas para mostrar el incremento de las tensiones entre los imperios que forman el universo del juego. Se introdujeron además varias nuevas características, como el mecanismo para "sobrecargar" (overload) módulos y nuevas armas con área de efecto: las bombas. También fueron ampliadas algunas características ya existentes, como misiones de agentes de nivel 5, cambios en el sistema de soberanía, en las bases estelares, estaciones de jugadores (outposts), y se hicieron cambios con el objetivo de reequilibrar la raza Amarr. Revelations II también cambió la manera en que los nuevos jugadores comenzaban el juego, simplificando y refinando el tutorial inicial, y añadiendo nuevos tutoriales opcionales. Los jugadores nuevos comienzan ahora en una zona del espacio privada, lo que les permite acostumbrarse a los controles en un entorno protegido.

### Trinity
Fecha de lanzamiento: 5 de diciembre de 2007
Notas de los cambios (en Inglés):

### Empyrean Age
Fecha de lanzamiento: 10 de junio de 2008
Notas de los cambios (en Inglés):

### Quantum Rise
Fecha de lanzamiento: 11 de noviembre de 2008
Notas de los cambios (en Inglés):

### Apocrypha
Fecha de lanzamiento: 10 de marzo de 2009
Rompiendo la tradición de lanzar expansiones cada 6 meses, Apocrypha apareció el 10 de marzo de 2009. Esta expansión incluía las primeras naves Tech 3 (los cruceros estratégicos), así como la exploración de nuevos sistemas estelares desconocidos conectados a través de una red inestable de agujeros de gusano. Este nuevo espacio está protegido por nueva facción de NPCs añadida al juego, los Sleepers, con mejores atributos y una inteligencia artificial mejorada.

### Dominion
Fecha de lanzamiento: 1 de diciembre de 2009
La principal característica de la expansión Dominion fue un cambio radical en la mecánica por la cual las alianzas de corporaciones conquistan y mantienen su soberanía en los sistemas de 0.0. También se incluyó la posibilidad de mejorar esos sistemas en diferentes aspectos.
Por otro lado se modificaron los Doomsday Devices de los Titanes, pasando de ser armas de área de efecto a armas enfocadas a un solo blanco, pero conservando su gran potencial destructivo.
Otros cambios introducidos fueron mejoras en la interfaz para formar y unirse a flotas, nuevos tutoriales, nuevas naves de facción, nuevas misiones tipo Epic Arc, mejoras gráficas en planetas y estrellas, un nuevo y mejorado cliente interno de correo y un nuevo navegador web basado en Chromium.

### Tyrannis
Fecha de lanzamiento: 26 de mayo de 2010
Tyrannis es la decimotercera expansión de Eve Online, y está enfocada Interacción Planetaria. Los jugadores pueden sacar ventaja de depósitos de minerales y otros materiales encontrados en los planetas de EVE. Para ese fin los jugadores son otorgados con la habilidad de construir la infraestructura necesaria para extraer, almacenar y procesar dichos materiales.
CCp añadió cientos de nuevas puntos de referencia a través de New Eden. Estos puntos en el espacio están conectados a historias del juego o eventos de los jugadores. Los puntos se muestran en el "overview" haciéndolos más aparentes y accesibles que antes.
La previamente revelada página web de la comunidad permitiendo a los jugadores interactuar, organizar y comunicarse con otros a través del navegador web fue renombrada EVE Gate, EVE Gate incluye características como EVE Mail, Calendario dentro y fuera del juego, contactos y actualizaciones estilo red social para jugadores, corporaciones y alianzas.
Los acorazados clase Scorpion recibieron nuevas gráficas cambiando así las texturas y modelo que permite que cada variación se diferencie de las demás. 

### Incursión
Fecha de lanzamiento: 30 de noviembre de 2010 - 25 de enero de 2011
La principal novedad de la expansión Incursion, y la que le da nombre, es el nuevo mecanismo PvE por el que ciertas constelaciones del universo EVE son invadidas por la Nación Sansha (una de las facciones NPC piratas), interrumpiendo con su presencia la actividad diaria de esos sistemas y afectando a las naves presentes en los mismos, que se ven perjudicadas en sus estatus debido a la tecnología de la Nación. Los jugadores pueden optar por marcharse a otros sistemas o quedarse y plantar cara a los Sanshas. Aquellos que opten por la lucha, deberán trabajar conjuntamente para acabar con las diferentes fuerzas de la Nación presentes en el sistema, para reducir así su influencia hasta conseguir expulsarla definitivamente. Las incursiones están diseñadas para fomentar el PvE en grupo, y cada complejo pirata recomienda un rango de participantes (dependiente del tamaño del complejo) para poder completarlo. La recompensa de dichos complejos está ligada al número de participantes, de forma que más o menos participantes de los recomendados conllevan una significativa reducción de las recompensas.
Otra de las novedades de esta expansión es el sistema de creación de personajes, totalmente renovado y que permite crear el personaje en 3 dimensiones, con una amplia gama de personalizaciones. Este creador de personajes es un primer paso para la futura expansión Incarna, donde por primera vez los jugadores podrán manejar a sus personajes dentro de las estaciones. El nuevo creador no solo está disponible para los nuevos jugadores, sino que todos los jugadores actuales deberán rehacer sus personajes con la nueva herramienta.
Debido a retrasos en el desarrollo de la expansión, CCP optó por introducir la expansión progresivamente. El 30 de noviembre de 2010 y bajo el nombre de Incursion 1.0.0 se introdujo una primera batería de cambios ya comprometidos hacía tiempo, destinados tanto a rebalancear ciertos aspectos del combate como a mejorar el rendimiento general del mismo. Se aprovechó para actualizar y ampliar la infraestructura de los servidores y también se mejoró el cliente de EVE. También se introdujo la nueva nave industrial: Noctis. El 15 de diciembre, y con la denominación de Incursion 1.0.1, se eliminaron las Habilidades (Skills) de la rama de Aprendizaje (Learning), ganándose 12 puntos en todos los atributos, y se devolvieron los puntos gastados en dichas Habilidades de forma que pudieran ser reaprovechados en otras. CCP adelantó el regalo de navidades: una nave única, la Echelon, para cada suscriptor. La nave está relacionada con las incursiones Sansha.
El 18 de enero de 2011 salió a la luz la última parte de la expansión, Incursion 1.1.0 con las principales novedades de la expansión (Incursiones y nuevo creador de personajes).

### Incarna
Fecha de lanzamiento: 21 de junio de 2011.
Anteriormente conocido como Ambulation y Walking In Stations, Incarna es una nueva funcionalidad que permite a los jugadores salir de sus vainas y caminar dentro de las estaciones. En esta expansión no se incluye la funcionalidad de interactuar cara a cara con otros pilotos dentro de las estaciones. Esta característica ha estado en desarrollo durante la mayor parte del tiempo de vida de EVE Online. La primera fase del despliegue de Incarna fue lanzada el 21 de junio. 2011. 
En el lanzamiento inicial de Incarna, solo se ofrece la posibilidad de andar en el camarote del capitán. El camarote del capitán es un ambiente privado de un solo jugador que sirve como introducción a los jugadores a Incarna. Inicialmente, solo se ofrece el camarote de diseño Minmatar, aunque en el futuro está previsto introducir el resto de camarotes raciales. Al igual que con la expansión anterior (Incursión) esta expansión sigue un despliegue segmentado. Esto permite la evaluación de cada característica importante por separado bajo el estrés del servidor en vivo.
Incarna también incluyó una importante reforma visual del diseño y animación (incluyendo la animación de disparo) de todas las torretas, láseres de minería, rayos tractores, recicladores . 
Uno de los cambios más polémicos Incarnas fue la introducción de micro-transacciones, a través de la The Noble Exchange (NeX), un mercado dentro del juego que permite a los jugadores comprar objetos de vanidad utilizando dinero del juego o dinero real.
Entre otros cambios se incluyen:
- nuevo diseño del casco Maller, una nave Amarr de tamaño crucero.
- cambio de la mecánica de los jumpbridge, para establecer un límite de un único jumpbridge por sistema, a cambio de un aumento de la bahía de combustible a 30.000m3 desde los originales 10.000m3.

### Crucible
Fecha de lanzamiento: 29 de noviembre de 2011.
Notas de los cambios (en Inglés):

### Inferno
Fecha de lanzamiento: 24 de abril de 2012.
Notas de los cambios (en Inglés):

### Retribution
Fecha de lanzamiento: 4 de diciembre de 2012.
Notas de los cambios (en Inglés):

### Odyssey
Fecha de lanzamiento: 4 de junio de 2013.
Notas de los cambios (en Inglés): (aún no disponible)

### Rubicon
Fecha de lanzamiento: 19 de noviembre de 2013.
Notas de los cambios (en Inglés): http://community.eveonline.com/news/patch-notes/patch-notes-for-rubicon

## Naves
Las naves del universo EVE se organizan en varias clases diferentes, desde las diminutas fragatas hasta gigantescos titanes, miles de veces mayores. Cada uno de estos tipos tiene sus ventajas y desventajas en el juego. Uno no debería asumir que cuanto mayor es la nave, mejor es. Por ejemplo, una fragata es increíblemente pequeña comparada con un acorazado, pero muchos usuarios equipan estas pequeñas naves con material capaz de debilitar las capacidades de un acorazado, lo que puede hacerlo vulnerable al ataque de otros navíos. Sin embargo, algunas de las armas que puede montar un acorazado podrían destruir la fragata con unos pocos impactos. El equilibrio entre naves también se mantiene mediante la firma radar: cuanto más pequeño es un objeto (nave o de otro tipo) más difícil es apuntar con precisión contra él.
Hay que asumir que hay naves que son mejores, por ejemplo, atacando, y otras en velocidad, unas dan unos bonus especiales y otras no. Cada nave tiene su papel.

### Tipos de naves de combate, ordenadas por tamaño/potencia
Las naves se pueden clasificar por tipo. Cuanto más abajo miremos en la lista, será más grande, potente y robusta, pero más cara, lenta y torpe.
Tamaño pequeño o clase S
Frigate (Fragata)
Destroyer (Destructor)
Tamaño medio o clase M:
Cruiser (Crucero)
Battlecruiser (Crucero de Batalla)
Tamaño grande o clase L:
Battleship (Acorazado)
Tamaño capital o clase XL:
Dreadnought (Superacorazado de asedio)
Carrier (Nave Nodriza)
Super Carrier (Nave Nodriza (Un carrier aún más grande y poderoso))
Titan (Titán)
Puede verse el tamaño de todas las naves en esta gráfica de comparación de la escala de las naves.

### Tipos de naves de combate evolucionadas
Estas naves son las versiones evolucionadas de las anteriores, las llamadas naves de Tecnología II, o Tech2. Son mucho más caras y difíciles de construir, pero su utilidad y potencia son mucho mayores dado que se especializan en tareas específicas.
Frigates
Assault Ship: Fragata con un mayor poder de fuego y una mayor agilidad.
Covert Ops: Fragata capaz de volverse invisible a los sensores enemigos.
Electronic Attack Ship: Fragata con capacidades especiales en la Guerra Electrónica, o Electronic Warfare.
Stealth Bomber: Fragata capaz de volverse invisible a los sensores enemigos y además de usar lanzadores de torpedos y bombas.
Interceptor: El tipo de nave más rápido del juego, es capaz de caerle encima al enemigo en pocos segundos y bloquear sus motores.
Destroyers
Interdictor: Destructor capaz de soltar desde su bahía de carga las útiles burbujas de distorsión de motores Warp.
Cruisers
Heavy Assault Ship: Cruceros con una mayor capacidad de fuego.
Heavy Interdictor: Versión crucero del interdictor, más dura y potente.
Logistics: Nave especializada en el apoyo para el resto de la flota.
Recon Ship: Capaz de volverse invisible a los sensores enemigos y muy útil en guerra electrónica.
Battlecruisers
Command Ship: Poderosa versión del battlecruiser básico.
Battleships:
Black Ops: Acorazado capaz de volverse invisible a los sensores enemigos, además, pueden saltar a otros sistemas estelares sin necesidad de usar los stargates.
Marauder: Esta es la versión más cara del Acorazado, puede igualar con un menor número de armas la misma potencia que los acorazados básicos, lo que le deja espacio en la nave para instalar otros dispositivos.

### Las naves capitales
Las naves desde la pequeña fragata hasta el poderoso acorazado son relativamente fáciles de pilotar (exceptuando sus versiones Tech2). Sin embargo, las enormes naves capitales son algo diferentes. Precisan de un mayor entrenamiento para ser pilotados, no son capaces de usar Stargates, por ello equipan un sistema especial para viajar entre las estrellas, son muy poderosas y muy robustas, y cada tipo de nave capital cumple una función específica. Cada raza tiene una nave de cada tipo.
Dreadnought
Esta nave capital es la única que puede equipar las armas de tamaño extra-grande. Su misión no es derribar naves enemigas, sino las Estructuras Controladas por los Jugadores, o POSes. Cuando entran en el modo asedio tienen una capacidad de fuego muy elevada contra las POSes, estaciones u otras naves o estructuras de gran tamaño e inmóviles.
Carrier
Puede controlar 15 cazas (son drones comparables en tamaño a las fragatas). Otra característica importante es su hangar, puede llevar una gran cantidad de naves y transportarlas a lugares lejanos, muy útil cuando toda una corporación quiere mudarse a otra región del espacio. Es como un portaaviones.
Supercarrier
Antes llamados motherships, es básicamente un carrier más grande y potente, pero puede controlar hasta 25 cazas. A diferencia de su hermano menor puede controlar hasta 20 cazas bombarderos, un nuevo tipo de caza introducido en la expansión Dominion, especialmente efectivo contra otras naves capitales. También es la única nave que puede usar dispositivos ECM remotos, un nuevo tipo de arma con efectos similares a otras armas ECM, pero que afecta a todas las naves cercanas a la nave fijada como blanco. Como el titán, esta nave es incapaz de atracar en estaciones espaciales, y cuando el piloto sale del juego el supercarrier permanece en el espacio, siendo vulnerable a ataques enemigos.
Titan
Si una de las fragatas gallente, la Incursus, mide 81 metros de largo, el Erebus, el titán gallente, mide casi 15 kilómetros. Es el tipo de nave más grande y robusta del juego, y tan caro que solo las alianzas de corporaciones más grandes pueden permitírselo. Excepto por los fighters, hace todo lo que la mothership y además puede "teletransportar" toda una flota de naves a la batalla de un solo salto igual que hacen todas las naves capitales con su Dispositivo de Salto de forma individual. Pero la característica más famosa de los titanes es su capacidad de instalar el Doomsday Device, o el Dispositivo del Juicio Final. Cuando se pulsa "el botón rojo" de esta arma definitiva, se genera un ataque sobre la nave objetivo, la cual es inmediatamente destruida.

### Naves no orientadas al combate
No todas las naves se dedican a combatir. Existen otras funciones:
Industrial
Cada raza posee varios tamaños de este tipo de nave. Se emplea sobre todo para transportar mineral y objetos.
Transport
Son versiones Tech2 de las anteriores, pueden tener características de invisivilidad a los sensores, mayor velocidad, mayor defensa...
Freighter
Entran dentro de la categoría de naves capital. Pueden transportar enormes cantidades de materiales, objetos o naves.
Jump Freighter
Variante Tech2 de los Freighters. Son iguales pero incorporan un Motor de Salto, lo que les permite llegar antes a otros sistemas estelares lejanos, sin necesidad de usar la red de Stargates de la galaxia.
Mining Barge
Este tipo de nave, en tres tamaños, se destina exclusivamente a operaciones de minería en cinturones de asteroides o de asteroides de hielo. Pueden incorporar láseres mineros especiales más efectivos y suelen tener bahías de carga aceptables. No están ligadas a ninguna raza específica, sino que son "propiedad" de una facción llamada ORE.
Exhumer
Evolución Tech2 de las Mining Barges. Son mucho más efectivas o especializadas. La de tamaño medio es capaz de sacar mayor rendimiento en cinturones de asteroides de hielo, mientras que la de tamaño grande es la reina de las operaciones mineras.
Capital Industrial Ship
Existen dos: la Rorqual y la Orca. La primera tiene una gran bodega de carga y gran capacidad de extracción, ideal para las operaciones mineras conjuntas, además, su bahía de carga es capaz de comprimir el material en bruto recién extraído, aprovechando mejor el espacio. La segunda no es tan efectiva almacenando el material, pero puede otorgar bonus a los miembros de una flota para operaciones mineras corporativas, y adicionalmente tiene un hangar de naves parecido al de los carriers y motherships, permitiendo que los pilotos minen, lleguen a la Orca, cambien a una nave de transporte y lleven el material a una estación para ser refinado.

### Partes de una nave
Toda nave se compone de, al menos:
Shield (Los escudos, cuando llegan al 0% el Armor queda expuesto)
Armor (el blindaje, cuando llega a 0%, el Hull queda al descubierto)
Hull/Structure (la estructura de la nave, si llega a 0% la nave ha sido destruida y pasará a ser basura espacial)
Capacitor (o Cap, es lo mismo que el maná en otros juegos, determinará cuánto puedes utilizar tus dispositivos)
Propulsión sub-warp (hay naves capaces de moverse a 10 km/s, y otras solo a 50 m/s)
Motor Warp (sin él no podrás superar las grandes distancias entre los diferentes cuerpos de los sistemas estelares)
Sensores (para apuntar a los enemigos o para saber dónde están)
Powergrid (potencia máxima de la nave para instalar armas o dispositivos, es como los vatios contratados de tu casa)
CPU (análogo al powergrid)
Slots (pueden ser altos, medios o bajos, son los "huecos" donde insertarás los dispositivos y armas)
Ancho de banda (determina cuántos y qué drones puede controlar a la vez)
Bahía de carga y de drones
Y otras características como la masa, el modificador de inercia, resistencia a los diferentes tipos de daño, tamaño de la señal con que sus enemigos le detectan, tiempo para "fijar" los objetivos, número de objetivos "fijados", número de torretas que puede equipar, número de bahías de misiles que puede equipar...

### Equipamiento de las naves
Las naves por sí solas no sirven para nada más que para viajar o transportar. Para todo lo demás necesitarás dispositivos, o también llamados módulos. Fitear una naves es lo mismo que instalar dispositivos, los cuales puedes quitarlos y ponerlos tantas veces como quieras, ateniéndote a unas reglas: debes reunir las habilidades necesarias para usar cada módulo, el módulo en cuestión no puede superar la potencia máxima de la nave, ni el uso de CPU, y debe haber espacio para colocarlo. Se distinguen varios tipos de módulos:
Torretas
Bahías de Misiles
Bombas Inteligentes
Módulos para aumentar la capacidad de defensa
Reparadores y reparadores remotos
Módulos para incrementar la energía o capacitor
Módulos para que la nave pueda soportar más módulos (ampliando CPU o potencia máxima)
Mejoras para las armas, drones o sensores
Láseres mineros, recolectores de hielo, de nubes de gas o de basura espacial
Módulos de invisibilidad a los sensores
Módulos de Guerra Electrónica o de contramedidas
Mejoras a la propulsión
Módulos para otorgar bonus a tu flota
Y un largo etcétera.
Según cómo montes tu nave y cómo combines los diferentes módulos a tu alcance (tanto económico como de accesibilidad) obtendrás unos resultados u otros, que serán mejores o peores para cada situación. Por lo general, en todas las naves puedes montar casi cualquier dispositivo, pero sería ilógico montar armas láser a una nave que se especializa en armas híbridas; equipar una nave es fácil, pero equiparla bien ya es otra cosa.
También existen modificaciones o Rigs, que proporcionan mejoras a las naves, pero son muy caros y si son desinstalados se destruyen, a diferencia de los módulos.
La mayoría de los ítems en EvE tienen una versión Tech2, como las naves. Además, hay más versiones a medio camino entre las Tech1 y las Tech2, y versiones incluso más evolucionadas que las Tech2, como las de Facción, o las mejores, las de Oficial. Cuanto más evolucionado es el ítem, más poderoso, y su precio crece exponencialmente. Cualquier objeto o nave Tech2 cuesta más tiempo de entrenamiento de habilidades para poder ser utilizado.

## Armamento
Las armas de EVE se dividen en 6 categorías principales: torretas, misiles, drones de combate, guerra electrónica, bombas inteligentes y lanzadores de bombas. Cada categoría de armamento requiere de un conjunto diferente de habilidades para poder ser usado de forma efectiva, y tiene comportamientos distintivos.
Además, ciertos dispositivos tienen un importante efecto sobre las tácticas empleadas en combate, entre los que se incluyen los generadores de interferencias/disruptores de los motores warp (y su contrapartida, los estabilizadores warp), los "vampiros energéticos" y los desestabilizadores energéticos. Otras opciones incluyen los módulos de Guerra Electrónica (EW), que previenen que el sistema de puntería del oponente logre fijar objetivos o interfieren en la funcionalidad de su armamento, así como las contramedidas que previenen tales engaños.
Las armas en EVE pueden realizar cuatro tipos de daño diferentes, a saber: Electromagnético, Térmico, Cinético y Explosivo. Dependiendo de qué tipo utilices, infligirás mayores daños a unos enemigos u otros. Las naves que usan predominantemente defensas de Escudo, son más débiles contra las armas EM y Térmicas, y las que prefieren usar el blindaje o armadura, su punto flaco son las armas Explosivas y Cinéticas.

### Torretas
La gran ventaja del uso de torretas es su daño instantáneo, es decir, cuando disparas produces el daño, a diferencia de los misiles, que invierten tiempo en llegar al blanco. Se dividen en torretas de energía (láseres), torretas de proyectiles (balas y obuses) y torretas híbridas (balas y obuses cargados con energía). Las torretas energéticas (láseres) son casi exclusivamente de tipo Electromagnético, no gastan munición pero invierten mucha energía; las torretas Híbridas producen mitad daño Cinético y mitad daño Térmico, gastan munición pero usan menos energía que las energéticas; y las torretas de proyectiles dependiendo de qué munición usen pueden hacer cualquier tipo de daño, gastan munición y no precisan de energía para funcionar. Las torretas pueden ser de corto alcance (pulse láseres, autocannons y blsters) o de largo alcance (beam lasers, artillery cannons y railguns). Las hay de tres tamaños, pequeño para fragatas y destructores, mediano para cruceros y cruceros de batalla, y grandes para acorazados; usan munición de tamaño acorde al arma. Los dreadnought pueden usar torretas de tamaño extra-grande.

### Drones
Son muy útiles, se dedican a unas tareas mientras el piloto se dedica a otras o a aumentar la efectividad de los drones, sin embargo, son muy vulnerables. Existen drones de todo tipo. Los drones de combate pueden ser ligeros, medios o pesados, de menor a mayor potencia. Igual que las naves, cuanto más potente, más torpe y lento. Los drones de combate se dividen además en cuatro subtipos, uno para cada tipo de daño. También hay drones de minería, de guerra electrónica, de reparación o de combate a largas distancias. Las naves, exceptuando el carrier y la mothership, pueden llevar como máximo 5 drones (también hay naves que carecen de bahía de drones), dependiendo de la nave y de las habilidades del piloto. Los drones que utilizan los carriers y las motherships se denominan fighters, tan grandes como las fragatas y más poderosos que los drones normales.

### Misiles
Para cada categoría/tamaño de nave existen dos versiones de misiles, de corto alcance pero alto daño y de largo alcance pero con menor daño.
El daño viene dado por el tipo de misil y las condiciones del objetivo el momento del impacto; como velocidad, volumen efectivo y resistencias del objetivo.
Existen diferentes tipos de misiles: los Rockets (cohetes), muy poderosos pero no son capaces de recorrer largas distancias; los Light Missiles y Heavy Missiles (misiles ligeros y pesados), misiles estándar; los Heavy Assault Missiles (misiles pesados de asalto), misiles a corto rango como los torpedos, tan poderosos como los pesados, y disparados tan rápido como los ligeros; los Cruise Misiles (misiles de crucero), más poderosos que los Heavy Missiles, llegan más lejos, pero sus lanzaderas tienen menor frecuencia de disparo; FoF Missiles, misiles disparados de forma automática; y los Defender Misiles, contramedidas antimisiles.

### Guerra electrónica
Se realiza por medio de dispositivos que realizan sabotajes en diferentes partes de la nave del enemigo, tales como: la computadora de objetivos (para evitar que pueda "fijar" blancos, y por tanto atacar), los propulsores, el motor warp (con el que puedes huir y viajar a otros lugares dentro de un mismo sistema estelar), la computadora de rastreo de las torretas (con lo que provocas que falle más fácilmente sus disparos)... Crucial en combates de PvP con varias naves implicadas. Mientras que una se dedica a producir daños, otra la apoya con guerra electrónica. La guerra electrónica es en EvE lo que la magia en otros MMOs.

### Bombas inteligentes
O Smartbombs. Dañan a todo lo que esté en un radio de la nave. Los hay de diferentes rangos. No son muy utilizadas, pero son el terror de los drones, y por ejemplo los Titanes lo utilizan mucho (son como Doomsday Devices pero en miniatura).

### Lanzadores de bombas
Fueron introducidos en la expansión Apocrypha y solo los Stealth Bombers pueden usarlos. Al igual que las Smartbombs no requieren fijar un blanco y provocan daños a todas las naves en su área de efecto. Las bombas salen disparadas en la dirección hacia la que apunta la nave, a una velocidad de 3000 m/s(2500 m/s desde la expansión Phoebe) y estallan a los 10 segundos de su lanzamiento(12 segundos desde la expansión Phoebe), dañando todo le que se encuentre en un radio de 15 km del centro de la explosión. Si bien la mayoría de naves puede resistir sin problemas el impacto de una bomba, un ataque coordinado con varios stealth bombers puede destruir una flota entera. Existe un tipo de bomba para cada uno de los cuatro tipos de daño.

## Diferencias entre las cuatro razas

### Amarr
Armas: torretas energéticas.
Defensas: se especializan en defenderse con el Armor.
PvP y PvE: sus láseres golpean bien a distancias medias y largas, pero muy mal a cortas distancias.
Generalidades: naves muy robustas, un poco lentas, y bonitas estéticamente.

### Caldari
Armas: misiles y guerra electrónica, aunque también torretas híbridas.
Defensas: se especializan en defenderse con el Shield.
PvP: generalmente útiles a largas distancias por sus misiles, con muy buena guerra electrónica, pero en ese campo son los mejores.
PvE: muy usadas tradicionalmente por sus misiles, menos en la actualidad actualmente.
Generalidades: la guerra electrónica es su especialidad en PvP, pero con ella no pueden defenderse con sus escudos debidamente, ya que los dispositivos de guerra electrónica entran en conflicto con los dispositivos de aumento de defensa con escudos.

### Gallente
Armas: torretas híbridas y drones.
Defensas: se especializan en defenderse con el Armor.
Ataque: Muchísimo daño a muy corta distancias. Son las armas con más DPS del juego.
PvP: Alto daño a corta distancia y alta adaptabilidad a las situaciones de combate gracias a sus drones.
PvE: Muy usadas actualmente por sus drones.
Generalidades: naves robustas y buenas en PvP gracias a sus Blasters, torretas híbridas de corto alcance pero gran potencia. Sus drones son muy útiles, sirven para atacar, reparar, minar, guerra electrónica... los mejores en este campo.

### Minmatar
Armas: torretas de proyectiles y misiles, mucho alfa ( cantidad de daño de un disparo ) y alcances medios-bajo.
Defensas: Defensas medias a blindaje o escudos ( depende de la nave ), apoyadas con su velocidad.
Pvp: Naves rápidas y versátiles, máximo alfa del juego, capaz de destruir otras naves de un golpe concentrando los disparos de la flota. Dps medio-bajo, el piloto debe combatir donde su oponente es más débil, lo que requiere conocimiento de las naves del contrario.
PvE: No demasiado usadas.
Generalidades: naves muy rápidas, ellos deciden a qué distancia se entabla la batalla, generalmente sus naves se defienden con su velocidad, evitando ser acertadas. Las naves de esta raza son muy versátiles, por lo que el piloto necesita más tiempo de entrenamiento en habilidades y conocimiento de los oponentes para sacarles el máximo partido.

## Hitos
- El 13 de agosto de 2006 a las 18:21 EVE volvió a superar su propio récord de usuarios concurrentes conectados (PCU) al alcanzarse la cifra de 28.020 jugadores simultáneos.

- El 14 de julio de 2006 el nuevo servidor chino Serenity logró el récord Mundial de PCU al alcanzar más de 33.000 jugadores conectados el segundo día de servicio. El máximo PCU registrado durante el periodo abierto de beta fue de 38.000 usuarios, según anunció la compañía que opera el servidor en China para CCP.

- Durante dos fines de semana en julio de 2006, una producción de video en directo a través de Internet denominada EVETV cubrió los eventos del 2.º Torneo de Alianzas Caldari. El torneo enfrentó equipos de 5 personas de las alianzas más poderosas unos contra otros. EVETV proporcionó cobertura en directo dentro del juego de las batallas junto con comentarios de expertos. También se emitieron entre las batallas análisis de los equipos y sus estrategias, entrevistas con el personal de CCP y especiales "detrás del telón". EVETV fue producida y alojada principalmente por los locutores de EVE-Radio (una emisora de radio en Internet realizada por jugadores) con recursos proporcionados por CCP. Se emitieron un total de 95 encuentros, siendo la alianza Band of Brothers la ganadora final del torneo (las grabaciones del evento están disponibles vía BitTorrent).

- El 5 de enero de 2009 se batió nuevamente el récord de usuarios conectados simultáneamente con la cifra de 45,186 pilotos. Esto fue posible gracias al desarrollo de una nueva tecnología de los servidores.

- El 9 de febrero de 2009, y debido en gran medida a la final del Torneo de Alianzas la UCP (Pico Usuario conectado) el registro se batió por tercera vez este año con 51.675 pilotos en línea en un solo servidor,(Tranquility de EVE Online). Esto está muy por encima del récord anterior de 48.065 y representa el mayor salto UCP al romper la barrera de los 50k jugadores conectados simultáneamente.

- El 7 de diciembre de 2009 se batió un nuevo récord con 54,181 pilotos, y empieza a ser habitual conectarse a hora punta con otros 50,000 jugadores.

- El 6 de junio de 2010 se batió un nuevo récord con 60.453 jugadores durante el octavo torneo de alianzas

- El 30 de octubre de 2010 se batió un nuevo récord de jugadores conectados al mismo tiempo en el mismo sistema estelar con un total de 3200 jugadores. El sistema se colapsó de latencia y tuvo que reiniciarse para dar lugar a una mejora excepcional que diese cabida a tanto jugador.[34][35]

## Premios
- PC Gamer Suecia: Mejor juego de rol Online de 2003
- SuperPlay GULDPIXELN: Juego Online del año 2003
- Gamespy: Mejores gráficos 2003
- MMORPG.com: Mejores gráficos, Mejor PvP, Compañía favorita, y Mejor Juego a elección de los lectores de 2005 Archivado el 19 de mayo de 2011 en Wayback Machine.

acá esta la lista de premios actualizada
Premios Archivado el 22 de septiembre de 2013 en Wayback Machine. (en Inglés)